# Free at Last (Stretch Arm Strong)
Free at Last è un album in studio della band hardcore punk Stretch Arm Strong, pubblicato nel 2005 dalla We Put Out Records.

## Tracce
1. The Hardest Part
2. Hearts on Fire
3. Faces
4. The Sound of Names Dropping
5. To the End
6. When All Else Fails
7. Flight 828
8. Every Last Minute
9. Landslide
10. This Time
11. (This May Be in Fact) As Good As It Gets
12. A Time for Peace

## Formazione
- Chris McLane - voce
- David Sease - chitarra
- Chris Andrews - basso
- John Barry - batteria